# Chrysopa ypsilon
Chrysopa ypsilon är en insektsart som beskrevs av A. Costa 1884. Chrysopa ypsilon ingår i släktet Chrysopa och familjen guldögonsländor. Inga underarter finns listade i Catalogue of Life.